# Zagalav Abdulbekov
Zagalav Abdulbekov   () és un lluitador rus, especialista en lluita lliure, que va competir sota bandera de la Unió Soviètica durant les dècades de 1960 i 1970.
El 1972 va prendre part en els Jocs Olímpics d'Estiu de Munic, on va guanyar la medalla d'or en la competició del pes ploma del programa de lluita lliure.
En el seu palmarès també destaquen tres medalles en el Campionat del Món, d'or el 1971 i 1973 i de bronze el 1969, així com tres medalles al Campionat d'Europa, de plata el 1973 i de bronze el 1969 i 1975. A nivell nacional guanyà el campionat soviètic de 1966, 1968, 1969 i 1973. Una vegada retirat va exercir d'entrenador de lluita lliure i va dirigir l'equip soviètic d'estil lliure entre 1974 i 1980.